# جون آدامز ويكهام الابن
جون آدامز ويكهام الابن (بالإنجليزية: John A. Wickham)‏ (25 يونيو 1928 م) ضابط متقاعد في جيش الولايات المتحدة الأمريكية كان يشغل منصب رئيس أركان الجيش الأمريكي 1983-1987.

## النشأة والتعليم
ولد ويكهام في 25 يونيو 1928 في دوبس فيري بنيويورك. تخرج من الأكاديمية العسكرية الأمريكية في عام 1950م، حيث عمل لاحقًا كمدرس للعلوم الاجتماعية، من سنة 1956 إلى سنة 1960م.

## مهنة عسكرية
عند التخرج من الأكاديمية العسكرية في عام 1950م، تم تكليف ويكهام بملازم ثان وتم تعيينه في فوج المشاة الثامن عشر ثم فوج المشاة السادس في برلين الغربية. خدم كقائد فصيلة وضابط تنفيذي للشركة في فوج المشاة المحمول جوا 511 وعمل كمساعد للقائد في فرقة المشاة السابعة والثلاثين وفرقة المشاة العاشرة. حصل على درجة الماجستير في الاقتصاد والحكومة من جامعة هارفارد وتخرج من الكلية الحربية الوطنية وكلية أركان القوات المسلحة.
ثم خدم ويكهام كضابط عمليات في مجموعة المعركة الأولى ، فوج الفرسان الخامس ، في كوريا الجنوبية، وكان الضابط التنفيذي لرئيس أركان جيش الولايات المتحدة ، الجنرال هارولد جونسون. في وقت لاحق قاد في قتال الكتيبة الخامسة ، فوج الفرسان السابع ، فرقة الفرسان الأولى في جنوب فيتنام ، حيث أصيب بجروح خطيرة بسبب عبوة ناسفة عبوة ناسفة. شق طريقه إلى حفرة واستمر في قيادة رجاله. وفي طريقه إلى هناك أصيب بنيران كلاشينكوف 15 طلقة. أوقف NVA الهجوم في النهاية. تم وضع ويكهام في صليب الخدمة المتميزة لكنه حصل على النجمة الفضية لأفعاله في ذلك اليوم. قضى ويكهام أكثر من عام في المستشفى يتعافى. قاد لاحقًا اللواء الأول ، فرقة المشاة الثالثة في ألمانيا الغربية.
عاد ويكهام إلى جنوب فيتنام كنائب لرئيس الأركان ، قيادة المساعدة العسكرية ، فيتنام. ثم تولى قيادة الفرقة 101 المحمولة جواً، وكان مديرًا لهيئة الأركان المشتركة لهيئة الأركان المشتركة، وبعد ذلك، بصفته جنرالاً من فئة الأربع نجوم، أصبح القائد العام لقيادة الأمم المتحدة وقائد القوات الأمريكية في كوريا والثامن. الجيش في كوريا الجنوبية.

## روابط خارجية
- الولايات المتحدة تطلب المساعدة في تدريب القوات الأفغانية
- صورة لجون من مارغريت هولندا سارجنت